# هیروتاکا سوزوکی
هیروتاکا سوزوکی (انگلیسی: Hirotaka Suzuoki; ۶ مارس ۱۹۵۰ – ۶ اوت ۲۰۰۶) صداپیشگی در ژاپن، بازیگر، و راوی اهل ژاپن بود.
از فیلم‌ها یا برنامه‌های تلویزیونی که وی در آن نقش داشته‌است می‌توان به بازیگر هزاره اشاره کرد.